# Ігнатій Головинський
Ігнацій Головінський (пол. Ignacy Hołowiński; псевдонім Жеґота Костровець, Ігнатій Кефалінський; 24 вересня (5 жовтня) 1807, Овруч на Волинському Поліссі — 19 жовтня 1855, Санкт-Петербург) — польський римо-католицький єпископ, могильовський архієпископ, професор Київського Університету, пізніше у Санкт-Петербурзькій Духовній Академії, апологет, патролог, письменник і перекладач.

## Життєпис
Був сином Петра і Домініки з Лєнских. Закінчив школу піярів в Межиричі Корецькому, а потім Духовну Семінарію в Луцьку (1825—1826). Посланий в 1826 р. на Теологічний Відділ Віленського Університету, після 4 років отримав ступінь магістра теології. Ієрейські свячення прийняв 25 вересня 1830 р. у Луцьку.

### Душпастирська діяльність
Учитель релігії шляхетської школи Житомира. 1835 року відзначений гідністю житомирського катедрального каноніка. Від 1837 р. професор релігії в Київському університеті і капелан цього навчального закладу. Від 1842 р. до кінця життя обіймав посаду ректора Духовної Академії в Петербурзі і в 1843—1844 роках викладав догматику, а в 1843—1855 роках патрологію і гомілетику.
3 липня 1848 р. іменований титулярним єпископом Carystus i коад'ютором митрополії могильовської архієпископа Казимира Дмоховського. Хіротонізований 30 листопада 1848 року. Після смерті архієпископа К. Дмоховського керівництво архідієцезією прийняв 11 січня 1851 р. Підтримував тісні контакти з Апостольською Столицею, захищав права Церкви і старався в митрополії про реалізацію конкордату від 1847 р.
Мав довіру царського уряду. Консерватор у суспільних справах. Автор численних теологічних публікацій. Притягували його проблеми з пограниччя філософії і фундаментальної теології. У своїх статтях творах порушував проблематику відношення філософії до релігії і ролі розуму в теології, даючи вклад у розвиток апологетичної думки. Захищав також схоластичну філософію, вказував на небезпеку для християнства з боку гегельянства, піддав критиці погляди Броніслава Фердинанда Трентовського на католицьку релігію. Автор підручника «Гомілетика» (Краків 1859). Почав проповідницьку реформу в російській окупації через повернення до біблійних і патріотичних джерел. Цікавився історією. Редактор і видавець напівофіційного видавництва джерел до історії Католицької Церкви в Росії «рос. Акты и грамоты о устройстве Римско-католической Церкви в Империи Росийской и Царстве Польском» (Петербург 1849). Автор об'ємної праці на тему Святої Землі.

### Літературна діяльність
У своїх творах послуговувався псевдонімом Кефалінський, за яким опублікував переклад сонет Петрарки. Прославився тим, що перший переклав діла Шекспіра Вільяма на польську мову. Це було 1839—1841 роках, тоді дочекалося трансляції 10 творів письменника зі Стратфорду. Однак вони не були на високому рівні, сам Юліуш Словацький відзначив, що майже не можна в них побачити Шекспіра. Приятелював з українським поетом і прозаїком Пантелеймоном Кулішем.